# Track of the Cat
Pour plus de détails, voir Fiche technique et Distribution.
Track of the Cat est un western américain réalisé par William A. Wellman et sorti en 1954.

## Synopsis
Dans un ranch isolé de montagne, une nuit un fauve attaque le troupeau. 
Une légende parle d'une panthère noire revenant tous les ans aux premières neiges. 
Curt et son frère Art partent voir ce qu'il en est, et trouvent trois bêtes tuées. Ils décident de chasser le fauve, mais n'ayant pas prévu de vivres, Curt retourne au ranch pendant qu'Art suit la piste de la panthère. 
À son retour Curt trouve Art tué par le fauve, et le renvoie au ranch sur son propre cheval. 
Curt continue à pied et finit par se perdre.
Curt tardant à rentrer, Ma Bridges demande à Harold, le 3e frère d'allumer un feu pour guider Curt. 
Curt qui commençait à paniquer aperçoit le feu et dans sa précipitation tombe dans une crevasse.
Harold part à la recherche de Curt, le retrouve et tue la panthère.

## Fiche technique
- Titre : Track of the Cat
- Réalisateur : William A. Wellman
- Scénario : A.I. Bezzerides
- Photographie : William H. Clothier
- Musique : Roy Webb
- Montage : Fred MacDowell
- Producteurs : John Wayne et Robert Fellows (en)
- Assistant réalisateur : Andrew V. McLaglen
- Pays : États-Unis
- Durée : 102 minutes
- Genre : Western
- Date de sortie : 1954

## Distribution
- Robert Mitchum : Curt Bridges
- Diana Lynn : Gwen Williams
- Teresa Wright : Grace Bridges
- Tab Hunter : Harold Bridges
- Beulah Bondi : Ma Bridges
- Philip Tonge : Pa Bridges
- William Hopper : Arthur Bridges
- Carl Switzer : Joe Sam

## Commentaires
La notion de panthère noire dans ce film est troublante. Qu'il soit noir ou non, cet animal existe en Asie, en Indonésie et en Afrique mais absolument pas en Amérique. Certes le jaguar, qui en est assez proche et est frappé également de cas de mélanisme, se rencontre en Amérique. Mais il ne fréquente pas ces montagnes enneigées américaines. Le seul fauve qui y existe est le puma (ou couguar) qui tient plutôt du lion.